# Afghansat 1
Afghansat 1 oder Eutelsat 48D (ehemals Eutelsat 28B, Eutelsat 48B und Eutelsat W2M) ist ein Fernsehsatellit, der von der Firma Eutelsat (European Telecommunications Satellite Organization) betrieben wird.

## Geschichte
Der als Eutelsat W2M gefertigte Satellit basiert auf der indischen Satellitenbus-Platform ISRO I-3K (I-3000), welche auch bei den weitgehend identischen Satelliten INSAT-4A und INSAT-4B zum Einsatz kam. Er wurde in Zusammenarbeit von Antrix (ein kommerzieller Ableger der ISRO) mit EADS Astrium gebaut, wozu im Jahr 2005 durch einen entsprechenden Vertrag der Grundstein (endgültige Unterschrift 20. Februar 2006) gelegt wurde. Dabei stammt die Nutzlast von Astrium, die nach Indien geliefert und dort auf der Plattform verbaut und getestet wurde.
Eutelsat W2M wurde am 20. Dezember 2008 um 22:35 UTC von einer Ariane 5 ECA vom Weltraumzentrum Guayana zusammen mit Hot Bird 9 in eine geostationäre Erdumlaufbahn gebracht und von ISRO getestet. Nach Ablauf der Tests, während des Transfers zur Betriebsposition auf 16° Ost, trat ein Defekt in der Energieversorgung auf. Am 28. Januar 2009 gab Eutelsat bekannt, dass der Satellit nicht die vom Betreiber an den Hersteller geforderten Anforderungen erfülle und nicht ins Eutelsat-Netz integriert würde.
Anfang Januar 2010 wurde W2M dennoch auf 16° Ost verschoben, um den altersschwachen Satellit Eutelsat W2 zu ersetzen, der am 27. Januar 2010 ausfiel. Nachdem der im Oktober 2011 gestartete Eutelsat W3C die Position 16° Ost verstärkte, konnte W2M abgezogen und nach 48° Ost versetzt werden, wo er gemäß der neuen Namenskonvention die Bezeichnung Eutelsat 48B erhielt. Schließlich wurde er auf 28,5° Ost verschoben und in Eutelsat 28B umbenannt.
Im Januar 2014 mietete Afghanistan den Satelliten, der in Afghansat 1 umbenannt und auf 48° Ost verschoben wurde. Ab Mai 2014 wurde er von Afghanistan genutzt.